# Anton Meyer-Gerhard
Anton Meyer-Gerhard (* 22. Mai 1868 in Hamburg; † 3. April 1947 in Lübeck) war ein deutscher Jurist und Kolonialbeamter.

## Leben und Tätigkeit
Nach dem Schulbesuch studierte Meyer-Gerhard Rechtswissenschaften. Er beendete sein Studium mit der Promotion zum Dr. jur. Nach Beendigung des juristischen Vorbereitungsdienstes wurde er 1894 zum Assessor ernannt.
Von 1895 bis 1898 war Meyer-Gerhard als Amtsanwalt  und anschließend bis 1905 als Amtsrichter in Hamburg tätig.
1905 trat Meyer-Gerhard in die Kolonialabteilung des Auswärtigen Amtes ein. Er wurde zunächst nach Deutsch-Südwestafrika entsandt, wo er bis 1906 als Oberrichter amtierte. Ab 1907 wurde er als Geheimer Regierungsrat und Vortragender Rat im Reichskolonialamt verwendet, dem er bis 1920 als leitender Beamter angehören sollte. Während dieser Zeit wurde er 1910 zum Geheimen Oberregierungsrat befördert. Im Oktober 1918 war er zur Beförderung zum Unterstaatssekretär (in der heutigen Terminologie: Staatssekretär) des Reichskolonialamtes vorgesehen.
Nach dem Ausbruch des Ersten Weltkriegs im Sommer 1914 wurde Meyer-Gerhard als Vertreter des Deutschen Roten Kreuzes in die Vereinigten Staaten von Amerika entsandt. In dieser Eigenschaft bestanden seine Hauptaufgaben darin, Werbevorträge zugunsten der deutschen Sache in dem vorerst neutralen Land zu halten sowie das dortige Hilfswerk des Roten Kreuzes aufzubauen und Spenden, insbesondere im deutschstämmigen Teil der US-Bevölkerung, zu sammeln. Im Juni 1915 kehrte Meyer-Gerhard, nachdem der amerikanische Präsident Woodrow Wilson freies Geleit für ihn bei den Entente-Mächten ausgehandelt hatte, um ein unbeschadetes Passieren der Seeblockade, mit der die britische Marine den europäischen Kontinent während des Krieges belegt hatte, zu ermöglichen, über Norwegen nach Deutschland zurück. Hintergrund seiner Rückkehr nach Berlin war, dass er im Auftrag des deutschen Botschafters in Washington, Johann Heinrich von Bernstorff, die kaiserliche Regierung über die amerikanische Haltung nach dem Lusitania-Zwischenfall unterrichten und ihr die Dringlichkeit klarmachen sollte, die Vereinigten Staaten nicht in den Krieg hineinzuziehen. In der amerikanischen Presse wurde Meyer-Gerhard derweil während der späteren Kriegsjahre verschiedentlich verdächtigt, ein Spion gewesen zu sein.
Während der weiteren Dauer des Krieges wurde Meyer-Gerhard wieder im Reichskolonialamt verwendet. Ernst Rudolf Hubert zufolge stand er politisch in Verbindung mit dem Kreis um Max von Baden. 1918 übernahm er die Leitung der politischen Abteilung A des Kolonialamtes. Unterbrochen von einer kurzzeitigen Beschäftigung als Ministerialdirigent der Reichskanzlei vom 23. Dezember 1918 bis zum 28. Februar 1919 nahm er diese Stellung bis 1920 wahr.
Seit dem 8. November 1919 war Meyer-Gerhard im Reichsministerium für Wiederaufbau tätig. Seit dem 1. April 1920 bis zur Auflösung dieses Ministeriums im Mai 1924 fungierte er dort als Leiter der Abteilung K (Kolonialzentralverwaltung) im Rang eines Ministerialdirektors. Damit war er der ranghöchste Kolonialbeamte der Weimarer Republik. 1924 wurde er in den Ruhestand versetzt.

## Schriften
- Deutsch-Südwestafrikas Entwicklungsmöglichkeiten. In: Koloniale Monatsblätter, Jg. 15, 1913, S. 209–212.
- The German Woman and Modern Problems. Speech Delivered at the First Meeting of the German-American Committee of the Woman Suffrage Party, February 1915, New York 1915.